# John I. Thornycroft & Company
A John I. Thornycroft & Company (ou simplesmente Thornycroft) foi uma empresa de construção naval britânica fundada por John Isaac Thornycroft em Chiswick em 1866. Mudou-se para Woolston, Southampton, em 1908, fundindo-se em 1966 com a Vosper & Company para formar uma organização chamada Vosper Thornycroft. De 2002 a 2010, a empresa adquiriu várias empresas internacionais e norte-americanas de defesa e serviços, e mudou o nome para VT Group. Em 2008, as operações de construção e suporte navais da VT no Reino Unido foram fundidas com as da "BAE Systems" para criar a BVT Surface Fleet. Em 2010, partes restantes da empresa foram absorvidas pela Babcock International, que manteve as operações no Reino Unido e internacionais, mas vendeu as operações baseadas nos EUA para a Jordan Company americana, que assumiu o nome VT Group.

## Histórico

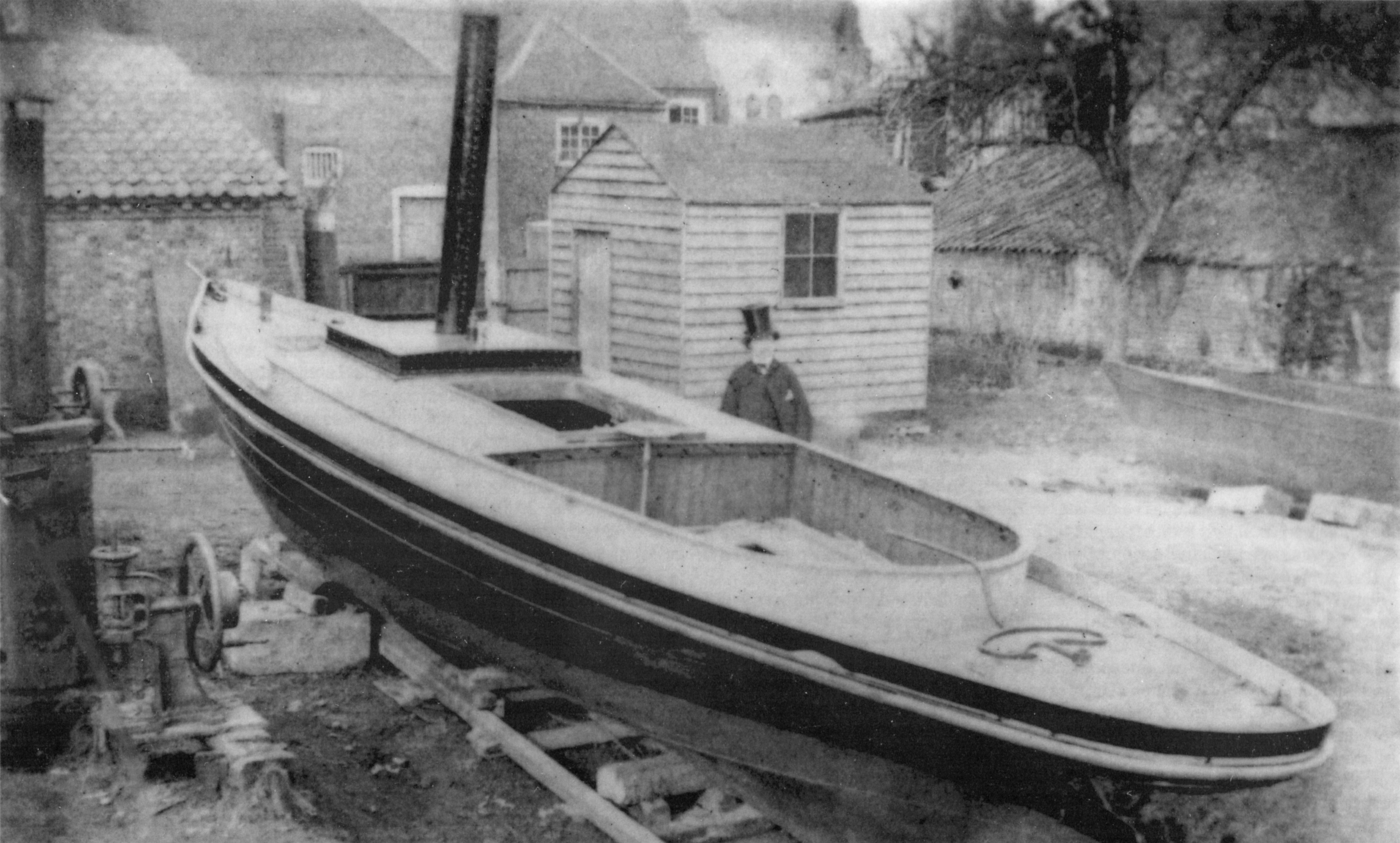
Thornycroft com seu primeiro barco o, Nautilus.

John Isaac Thornycroft mostrou habilidade na construção naval quando aos 16 anos começou a construir uma pequena lancha a vapor em 1859. A embarcação foi batizada de "Nautilus" e em 1862 provou ser a primeira lancha a vapor com velocidade suficiente para seguir os concorrentes na corrida da Universidade. A publicidade que se seguiu levou seu pai, o escultor Thomas Thornycroft, a comprar uma faixa de terra ao longo do Tâmisa em Chiswick em 1864, e isso se tornou o início da John I. Thornycroft & Co.

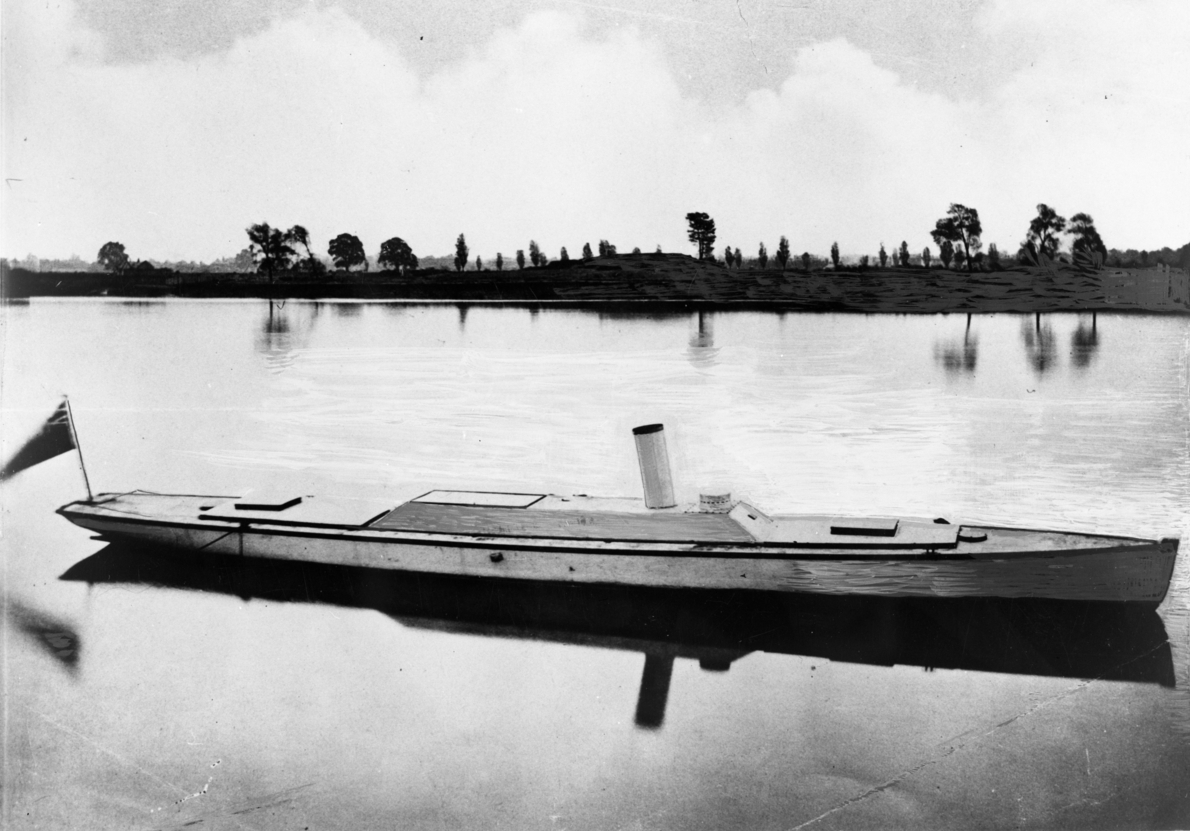
O Rap de 1873 marcou o início do negócio de torpedeiros de Thornycroft.

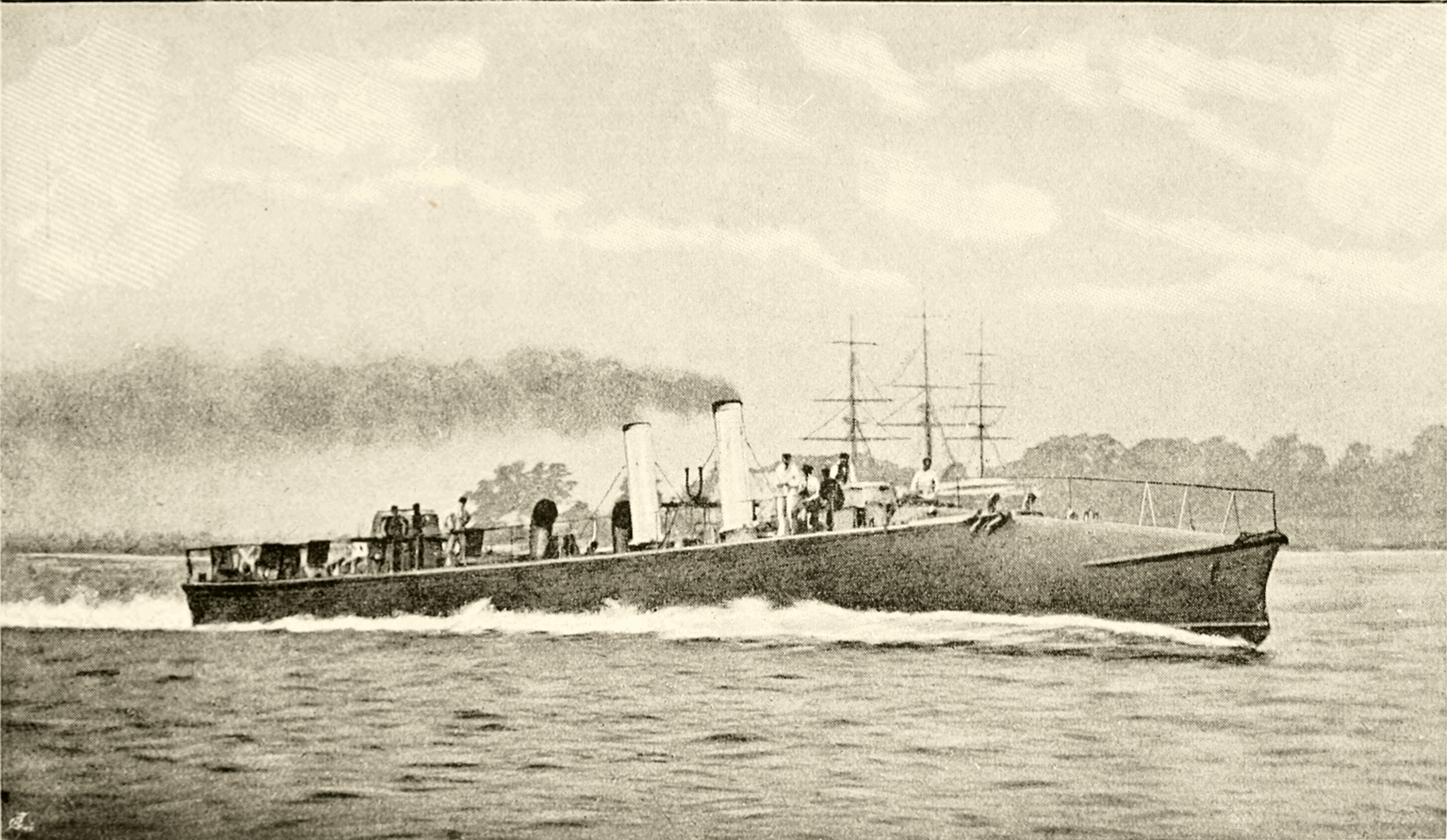
O Ariete, construído para a Espanha em 1887, era um exemplo de torpedeiros ainda maiores.

## Estaleiro de Chiswick
Em seus primeiros dez anos, o estaleiro teve uma produção muito modesta, principalmente construindo lanchas e iates a vapor. A descoberta veio em 1873, quando a empresa construiu o pequeno torpedeiro de aço Rap para a Marinha da Noruega, seguido por barcos semelhantes para outras marinhas, e pelo HMS Lightning para a Marinha Real em 1877. Torpedos e barcos torpedeiros eram vistos como armas de No futuro e ao longo das décadas de 1870 e 1880, o estaleiro Thornycroft tornou-se um importante fornecedor para várias marinhas. Como disse Banbury:

Nenhum vendedor de alta pressão era necessário para vender torpedeiros no século XIX; pelo contrário, os clientes faziam fila.

— Philip Banbury
Os barcos originais tinham caldeiras do tipo locomotiva, mas, como seus concorrentes, a empresa desenvolveu uma caldeira de tubo de água, patenteada em 1885 e proporcionando mais velocidade. O tamanho dos navios cresceu continuamente, ultrapassando 100 toneladas com o "Ariete", entregue à Espanha em 1887, e 200 toneladas nos contratorpedeiros e torpedeiros da classe "Daring" da Marinha Real. A maior embarcação construída em Chiswick foi a canhoneira Speedy da classe "Alarm", de 810 toneladas. Durante a década de 1890, tornou-se cada vez mais difícil para os novos navios passarem sob a ponte de Hammersmith - mastros e funis tinham que ser abaixados ou removidos e colocados de volta no local novamente mais abaixo no Tâmisa, e se algo desse errado durante os testes e o barco tivesse que voltar ao pátio, todo o processo tinha que ser revertido. Em 1904, o antigo estaleiro Oswald Mordaunt em Woolston foi adquirido da Mordey, Carney & Co, e a produção de navios maiores gradualmente mudou-se para lá. No auge, o pátio de Chiswick empregava 1.700 homens. A produção de contratorpedeiros no pátio cativou a imaginação do escritor HG Wells, que permitiu que George Ponderevo, personagem principal do livro Tono-Bungay, se tornasse um projetista de contratorpedeiros no último capítulo, descrevendo um teste de funcionamento do contratorpedeiro X 2 sob o Hammersmith Bridge e para o mar aberto. O pátio de Church Wharf, Chiswick foi finalmente fechado em agosto de 1909.
Nos anos em que esteve em Chiswick, John Thornycroft concentrou-se cada vez mais na parte de design e desenvolvimento da empresa, enquanto seu cunhado, desde 1872, John Donaldson (1841-1899), administrava o lado comercial. Quando Donaldson morreu em 1899, um grupo de industriais liderado por William Beardmore comprou a empresa, e eles forneceram grande parte do financiamento quando ela foi transformada na empresa pública John I. Thornycroft and Co. Ltd em 1901, com Beardmore como presidente. O interesse de William Beardmore na empresa durou pouco e ele renunciou ao cargo de presidente em 1907. A equipe administrativa da nova empresa consistia no filho de John Thornycroft, John Edward Thornycroft como gerente, e no filho de John Donaldson, Thornycroft Donaldson (ca. 1883–1955) como diretor técnico.

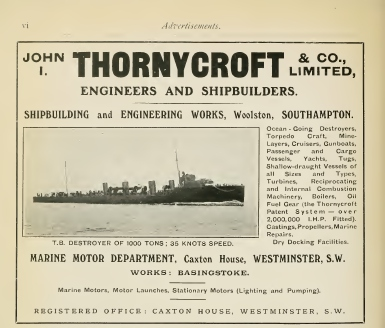
Publicidade para J.I. Thornycroft & Co. em Brassey's Naval Annual 1915.

## Estaleiro de Woolston
O primeiro navio construído pela Thornycrofts para a Marinha Real em Woolston Yard foi o contratorpedeiro da classe Tribal HMS Tartar. Até o início da Primeira Guerra Mundial, o estaleiro construiu 37 contratorpedeiros para a Marinha Real e vários outros para outras marinhas. Durante a guerra, o estaleiro fez 26 contratorpedeiros, 3 submarinos e um grande número de embarcações menores para a Marinha Real. Notáveis entre as embarcações menores foram os "Coastal Motor Boats" (construídos em Hampton - veja abaixo), baseados em um projeto de John Thornycroft (o mais velho), que continuou trabalhando com projetos de cascos em sua casa na Ilha de Wight até sua morte em 1928, tirando sua última patente em 1924. Sua filha, a arquiteta naval Blanche Thornycroft, trabalhou ao lado dele (e depois de sua morte) testando modelos, calculando e registrando resultados.
A construção de barcos menores não mudou para Woolston, mas para um novo estaleiro (Hampton Launch Works) em Platt's Eyot no Tâmisa em Hampton. A construção em Platt's Eyot incluiu iates e - durante as duas guerras mundiais - um grande número de pequenas embarcações da Marinha Real. Os iates incluíam Enola (1928), Estrellita (1934) (agora chamado Rake's Retreat), Aberdonia (1935), e Moonyeen (1937). O iate a motor do pré-guerra Prunella também pode ter sido construído em Hampton. Esses quatro sobreviveram e agora estão registrados no Registro Nacional de Navios Históricos Nacionais.

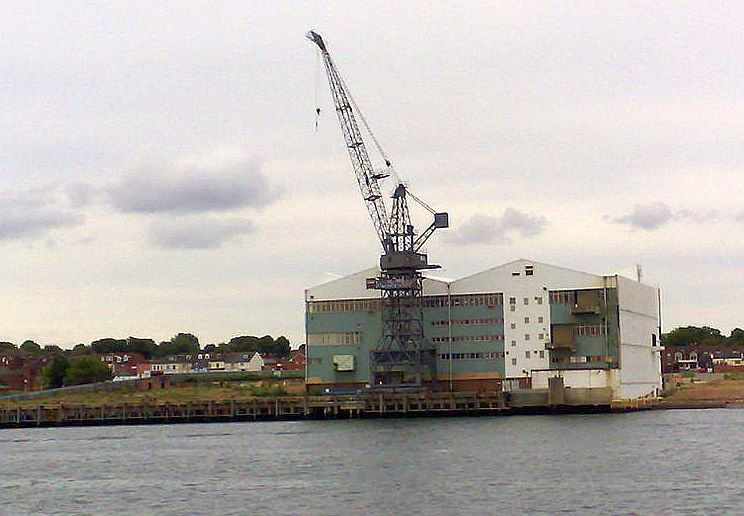
O pátio do VT Group em Woolston, casa da construção naval Thornycrofts de 1906 a 2004.

Nos anos entre guerras, ainda havia algumas construções para a Marinha Real em Woolston, mas o estaleiro também construiu navios civis, como a balsa SS Robert Coryndon para Uganda em 1930. Ela aparentemente ainda sobrevive, mas como um naufrágio semi-submerso em as margens do Lago Albert. Quando a Segunda Guerra Mundial estourou, a produção foi intensificada novamente e o pátio construiu corvetas e contratorpedeiros. A produção foi atrasada por vários bombardeios, provavelmente influenciados pela proximidade do estaleiro à fábrica Supermarine de construção do Spitfire, também situada em Woolston. Essa fábrica foi amplamente bombardeada no início da guerra, e o pátio de Thornycroft recebeu sua parte justa das bombas. Entre os navios mais notáveis construídos pelo estaleiro nos anos de guerra estavam as duas escoltas de contratorpedeiros da classe Hunt, HMS Bissenden e HMS Brecon, (Tipo IV) com melhor estabilidade do que suas irmãs. O maior navio naval construído em Woolston durante os anos de guerra foi o rápido minelayer HMS Latona de 2.650 toneladas, com turbinas capazes de 72.000 cavalos de força (53.690 kW) e uma velocidade de 40 nós (74 km / h; 46 mph).
O primeiro "Assault Landing Craft" (ALC) em condições de navegar, mais tarde renomeado LCA, Landing Craft Assault, encomendado para a Marinha Britânica foi construído por Thornycroft. O primeiro protótipo ALC No 1 foi construído por J. Samuel White de Cowes com um projeto de Fleming Jenkin, mas não teve muito sucesso. O design de Thornycroft estava muito mais próximo do que a marinha queria, com sua silhueta baixa, motores silenciosos e calado raso. Designado ALC No 2, tinha 41 pés 6 pol. (12,6 m) de comprimento total e era movido por dois motores Ford V8 de 65 cavalos de potência (48 kW) cada. O projeto foi ligeiramente modificado pelo Almirantado e cerca de 1.929 foram construídos durante a Segunda Guerra Mundial. Em 1944, sessenta estavam sendo construídos a cada mês. O LCA estava razoavelmente apto para o mar, desde que as ondas tivessem menos de 5 pés (2 m) de altura. Em mares agitados, a situação poderia se tornar crítica e um número de LCAs convertidos para embarcações de apoio desapareceram nos mares agitados do Dia D, 6 de junho de 1944. Em 1944, 267 foram perdidos (de 371 perdas durante toda a guerra).
Em 1955, a empresa construiu Scillonian, uma balsa de passageiros construída para a Isles of Scilly Steamship Company.
Em julho de 1960, John Ward Thornycroft, filho de John Edward Thornycroft, substituiu seu pai como presidente da empresa.
Em 1962, John I. Thornycroft and Sons estava construindo iates de madeira em Cingapura.
Em 1966, a Thornycrofts se fundiu com a Vosper & Company, parte do David Brown Group, para formar uma organização chamada, em 1970, Vosper Thornycroft. A fusão fazia sentido, porque Thornycroft tinha espaço no pátio, mas poucos pedidos, enquanto Vosper tinha os pedidos, mas não tinha espaço. A empresa combinada construiu novas instalações em Woolston e a produção continuou lá até 2004. No entanto, em 2003, a empresa havia superado até mesmo essas instalações e foi decidido mover a produção para um novo pátio em Portchester, Hampshire.
Mais tarde, a Vosper Thornycroft mudou seu nome comercial para VT Group e, em 2010, foi absorvida pela Babcock International, que integrou a parte britânica do VT Group em seu próprio negócio. Em 2012, Babcock vendeu a operação baseada nos Estados Unidos e o nome do Grupo VT para a Jordan Company. O sucessor de construção naval de Thornycroft continua como BAE Systems Surface Ships em Portsmouth.